# كبرو ومابغاوش يخويو الدار
كبرو ومابغاوش يخويو الدار هو فيلم كوميدي مغربي صدر سنة 2019، من كتابة وإخراج نور الدين الدوكنة، وبطولة كل من جمال العبابسي، وفضيلة بن موسى، ورفيق بوبكر، وحفيظة باعدي، وهشام الإبراهيمي، وغسان بوحيدو، ورضا بنعيم. تدور الأحداث حول معاناة أب مع المشاكل التي يفتعلها أبناؤه الذين يعانون من البطالة، ويرفضون مغادرة بيت العائلة.

## القصة
يعالج الفيلم في قالب كوميدي العديد من المشاكل الاجتماعية المنتشرة داخل المجتمع المغربي، كالبطالة والهجرة والتسول، من خلال قصة أب لم يستطع التخلص من عبء أبنائه الأربعة بعد أن فشلوا في الاعتماد على أنفسهم رغم كِبرهم، في حين يضطر الأبناء العاطلون عن العمل إلى البحث عن أي حلول، ولو غير صائبة، كالتسول والنصب وتعاطي المخدرات، بحثا عن الهروب من قبضة أبيهم المتشدد، الذي كان ملاكما سابقا، والذي لا يتوانى عن تعنيفهم كلما تسنى له ذلك.

## وصلات خارجية
- كبرو ومابغاوش يخويو الدار على موقع قاعدة بيانات الأفلام العربية